# Michúrinski (Krasnodar)
Michúrinski (del ruso: Мичуринский) es un posiólok del raión de Uspénskoye del krai de Krasnodar, en el sur de Rusia. Está situado a orillas del río Bólshaya Kozma, afluente por la izquierda del río Kubán, 9 km al sudeste de Uspénskoye y 200 km al este de Krasnodar, la capital del krai. Tenía 1 514 habitantes en 2010.
Pertenece al municipio Uspénskoye.

## Transporte
Al este de la localidad pasa la carretera federal M29 Cáucaso.